# Ley española de Divorcio de 1981
La Ley 30/1981, de 7 de julio, por la que se modifica la regulación del matrimonio en el Código Civil y se determina el procedimiento a seguir en las causas de nulidad, separación y divorcio (conocida comúnmente como ley de divorcio de 1981), aprobada, por el Congreso de los Diputados, el 22 en junio de 1981, es una norma del ordenamiento jurídico de España que, actualmente, reconoce y regula el derecho de divorcio en España, es decir, la disolución del matrimonio que no sea motivada por la muerte o declaración de fallecimiento de uno de los cónyuges. Una vez completado el divorcio, se está en libre disposición de contraer matrimonio de nuevo. Al mismo tiempo, regula las figuras de la separación matrimonial y la nulidad matrimonial.
Posteriormente, se acometieron reformas de ampliación de la misma, en los años 2005 y 2015, que aportaron el divorcio exprés, el divorcio notarial y completaron el divorcio libre, mediante la aprobación de la Ley 13/2005, de 1 de julio; la Ley 15/2005, de 8 de julio y la Ley 15/2015, de 2 de julio. Con ello, el divorcio deja de ser exclusivamente judicial, también se puede acceder, con ciertas restricciones, por la vía notarial. A la vez, deja de ser de doble proceso, no hace falta pasar por una separación judicial previa para acceder al divorcio. Y, por otro lado, deja de ser causal, no hay que alegar y probar alguna de las causas recogidas en la ley para poder divorciarse.
En rigor jurídico, el texto del 1981 y las ulteriores reformas del 2005 y 2015 acometen modificaciones del Código Civil para adecuarlo a dichas situaciones. 

## Antecedentes y contexto: Ley de divorcio de 1932
Si bien el derecho de divorcio ya había sido legalizado en España durante la Segunda República, con la aprobación de la Ley de divorcio de 1932, más tarde, dicha legislación fue suspendida primero, seguida de la derogación por parte de la dictadura franquista. Con la muerte del dictador Francisco Franco y la recuperación de la democracia, hizo que para reinstaurar el derecho de divorcio, se aprobara la Ley de divorcio de 1981.

## Constitución de 1978: Derecho de divorcio no recogido
En primer lugar hay que matizar que la aprobación de la Constitución de 1978, a través de artículo 32.2, no recoge explícitamente el derecho de divorcio, como sí lo hacía la Constitución de 1931, dado que se limita a anunciar, genéricamente, que el matrimonio se puede disolver, previendo que sólo una posterior ley lo pudiera regular, lo que es conocido como reserva de ley:
"La ley regulará las formas de matrimonio, la edad y capacidad para contraerlo, los derechos y deberes de los cónyuges, las causas de separación y disolución y sus efectos."
Con ello la constitución no impedirá el reconocimiento normativo del derecho de divorcio con rango de ley, pero, al no encontrarse expresamente citado, tampoco tendrá una protección constitucional, es decir, la máxima jerarquía legal posible. Puesto que el divorcio, si bien es uno de los motivos posibles de la disolución del matrimonio, no es el único, existiendo otras causas diferentes, como ya pasaba durante el franquismo, como son la muerte o la declaración de fallecimiento de uno de los cónyuges.  
Ya durante los debates constitucionales todo esto planteó intensas discusiones, especialmente virulentas en torno a si la alusión a la disolubilidad del matrimonio chocaba o no con el modo católico y, en general, religioso de entender el matrimonio, basado precisamente en la indisolubilidad del vínculo. Ante la postura de quienes defendían que el texto del artículo 32.2 venía a introducir el divorcio en la Constitución, triunfó finalmente la postura favorable a aplazar el debate sobre tal asunto. Desde un principio, pues, el enfrentamiento entre la regulación jurídica del matrimonio y su configuración religiosa ha centrado la mayor parte de la problemática y la doctrina referente al régimen constitucional del matrimonio en España.
Siguiendo el tenor literal del texto, quizá pudiera ser aceptable una mención negativa, en el sentido de que la ley especificara la imposibilidad de separación o divorcio; sin embargo, una interpretación sistemática e histórica lleva necesariamente a la conclusión de que la Constitución exige, de algún modo, que sean posibles tanto la separación como el divorcio. 
Ahora bien, de lo que no cabe duda es que el artículo 32.2 da pie a una diversidad de regímenes en cuanto a la facilidad o dificultad de la separación y del divorcio. Tal concreción corresponde al legislador en virtud de lo que exija cada momento histórico; no es más constitucional un sistema en el que el divorcio sólo sea posible tras un tiempo de separación y limitado a pocas causas muy concretas, que otro en el que se permita la libre disolución del vínculo matrimonial por la mera voluntad de una de las partes, previos los trámites formales de rigor.
Por consiguiente, el reconocimiento y una posterior derogación del derecho de divorcio en la España actual queda a expensas y voluntad de los parlamentos que se vayan sucediendo y de las mayorías que se articulen en ellos. Sin que se requiera, para ello, mayoría absoluta, por lo tanto, no es materia de ley orgánica, es suficiente con una mayoría relativa.
Todo ello se hizo en aras de la unidad y del carácter de integración del texto constitucional, para facilitar la incorporación e inclusión de aquellos sectores más conservadores y católicos de la política y la sociedad española: buscando que, la carta magna, fuera un redactado de máximo consenso y perdurable en el tiempo.
Cabe señalar que el texto tampoco menciona una figura legal tradicional, como es la nulidad del matrimonio. Este se produce así de forma premeditada porque el Gobierno llevaba a cabo, paralelamente a la redacción definitiva de la Constitución, conversaciones con la Santa Sede sobre asuntos jurídicos. Se prefirió, igual que sucede con la mención explícita del divorcio, no incluir la nulidad, para evitar comprometer o predeterminar las soluciones a las que pudieran conducir dichas conversaciones.

## Aprobación parlamentaria
Sin embargo, no fue hasta el final del período conocido como transición que se volvió a reconocer legalmente el derecho de divorcio en España, cuando, el 22 de junio de 1981, el Congreso de los Diputados aprobó, de nuevo, si bien por mayoría simple y no absoluta, una ley del divorcio, la segunda en la historia del país, la Ley 30/1981, con 162 votos a favor, 128 en contra y 7 en blanco. Siendo una propuesta del ministro de justicia del gobierno de la UCD de Adolfo Suárez, Francisco Fernández Ordóñez, y con el rechazo frontal, otra vez, de la Iglesia católica y de los sectores más conservadores de la sociedad, entre ellos parte de los medios de comunicación. La Iglesia, en voz de la Conferencia Episcopal Española, aprobó, el 3 de febrero de 1981, una declaración para mostrar públicamente su rechazo absoluto, de forma vehemente, al proyecto de ley de divorcio que, entonces, se estaba tramitando.

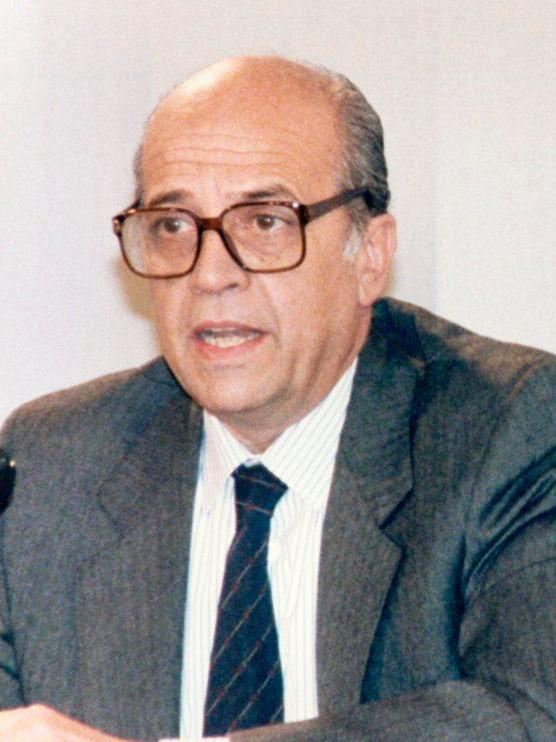
Francisco Fernández Ordóñez, ministro de justicia (1980-1981), impulsor de la Ley de divorcio de 1981.

Por lo que refiere a la votación final de la ley, si bien el voto fue secreto, con lo que no se plasmó el resultado a nivel individual de cada diputado, los posicionamientos previos y posteriores, a tenor de los resultados finales, hace posible atribuir el sentido del voto. En líneas generales, a favor se posicionaron los parlamentarios de izquierdas, como los del PSOE y los del PCE; las formaciones nacionalistas, PNV, ERC y Minoría catalana; y la parte liberal y socialdemócrata de la UCD, que representaba la mitad de sus miembros y al mismo tiempo impulsores de la ley, capitaneados por el ya expresidente, Adolfo Suárez, el ministro Francisco Fernández Ordóñez y Javier Moscoso, los dos últimos más adelante se integrarían en el PSOE.
El ministro de justicia, Francisco Fernández Ordóñez, en defensa de la ley ante el Congreso de los Diputados declaró:

"No podemos impedir que los matrimonios se rompan, pero sí podemos disminuir el sufrimiento de los matrimonios rotos."

En sentido contrario votaron el sector demócrata-cristiano y conservador de la UCD, dirigidos por Óscar Alzaga, Miguel Herrero y Rodríguez de Miñón y Fernando Álvarez de Miranda, representando la otra mitad de la formación, y la totalidad de los diputados de la conservadora Alianza Popular (AP), más tarde refundada en el Partido Popular (PP), liderados por Manuel Fraga. La propuesta lanzada por Alianza Popular, y defendida por el diputado Juan Luis de la Vallina, proponía legalizar el divorcio únicamente para los matrimonios civiles, que pasarían a ser disolubles, pero, en cambio, no para los matrimonios canónicos, los realizados por la Iglesia Católica, que permanecerían, como hasta el momento, siendo indisolubles.
Hay que señalar que en el lapso de tiempo de la tramitación de la ley hubo un cambio en la presidencia del gobierno, de Adolfo Suárez pasó a Leopoldo Calvo-Sotelo, a su vez miembro de la UCD, a partir del 26 de febrero del 1981. Siendo una de las últimas grandes reformas y cambios que legaron los gobiernos de dicha formación, ante la derrota y desplazamiento del poder provocados por la victoria del PSOE de Felipe González en las elecciones generales de octubre de 1982.
Casualmente, como curiosidad, el día de la aprobación de la ley, el 22 de junio, era el cumpleaños del ministro de Justicia Fernández Ordóñez, celebraba 51 años, por lo que, al finalizar el debate sobre la ley de divorcio, abandonó el hemiciclo a mitad de la sesión y, para distender un poco el tenso ambiente, dijo:

"Me voy a celebrarlo con mi mujer, con la que, por cierto, llevo casado desde hace mucho tiempo."

Además también cualificó la jornada de histórica y añadió:

"Nada cansa tanto como luchar por las causas que son evidentes, pero, afortunadamente, hemos conseguido derribar una importante barricada."

#### División interna del partido de gobierno UCD
El divorcio fue una de la materias que más dividió internamente al partido de gobierno, UCD, por este motivo se optó por el voto secreto para facilitar la libertad de posicionamiento entre sus miembros. Esta fractura llegó a tal extremo que hubo dos proyectos de ley por parte del Gobierno de la UCD: el que finalmente se aprobó, propuesto, por el ministro Francisco Fernández Ordóñez, si bien la tramitación parlamentaria permitió que la ley resultante fuera más ambiciosa que el proyecto inicial. Representaba a los sectores socialdemócrata y liberal de la formación. Y, por otro lado, el que había sido presentado, anteriormente y de un inicio, por el también ministro de justicia, pero antecesor en el cargo, Íñigo Cavero, perteneciente a la facción democratacristiana del partido con una visión más restrictiva y reducida del divorcio. En este caso, sus promotores, a los que también se sumaron la corriente conservadora de la UCD, aseguraron que estaba pactado con las jerarquías eclesiásticas.

##### La controvertidaCláusula de dureza
En este punto hay que añadir el exponente máximo de dispersión interna de la UCD fue la que propició la controvertida y conocida como cláusula de dureza, término coloquial y periodístico, pero no jurídico. En la que el juez tenía la potestad final de rechazar el divorcio al final del proceso, en cuyos casos: "causara perjuicios de extrema gravedad a los hijos menores o incapacitados o al otro cónyuge, habida cuenta su edad, estado de salud y duración del matrimonio". De ser aplicada, los cónyuges debían esperar siete años para que, entonces, se les concediera, automáticamente, el divorcio. Dicha medida tuvo el respaldo de la facción democratacristiana y conservadora de la UCD, pero, dividió, a su vez, la parte liberal y socialdemócrata de la formación, en dos: los favorables, siendo mayoritarios, y los contrarios, abarcando una reducida minoría. Estos últimos desligándose de la disciplina de voto del partido. Dentro de la sociedad civil, la Asociación Católica de Mujeres Separadas emitió un comunicado favorable a la cláusula de dureza, esgrimiendo el riesgo de impago de las pensiones económicas por parte de los exmaridos, circunstancia que, por cierto, abordaría la reforma de 2005 de la ley de divorcio, creando un fondo público para sufragar dichas cantidades, en ciertas circunstancias.
La cláusula de dureza fue incorporada en la tramitación de la ley de divorcio a instancias del Senado, plasmándose en el artículo 87, ya había sido rechazada por el Congreso de Diputados anteriormente, pero se votó de nuevo en el regreso de la ley al Congreso. Siendo una votación secreta, el resultado concluyó con 162 votos a favor de suprimir la cláusula de dureza, 128 votos en contra de eliminarla y 7 en blanco; por consiguiente fue suprimida definitivamente del texto final. En estas circunstancias, a tenor de los posicionamientos previos y posteriores, se puede deducir que votaron en contra de su permanencia en el redactado, por tanto de que fuera suprimida, las formaciones de izquierdas como el PSOE y el PCE, y unos 30 diputados del ala liberal y socialdemócrata de la UCD. El resto de formaciones: las conservadoras como AP y la otra parte de legisladores de la UCD votaron a favor de que permaneciera. El ministro Fernández Ordóñez, uno de ellos, incluso enseñó su papeleta con el voto contrario, en la votación secreta, a suprimir la cláusula, al presidente del Gobierno, Calvo-Sotelo. Oscar Alzaga, uno de los dirigentes sector democristiano del partido, concluyó la sesión comunicando a la premsa que había decidido pedir, ese mismo día, al presidente del ejecutivo la dimisión del ministro de Justicia Fernández Ordóñez. Al día siguiente, otro líder de esta facción, el diputado Fernando Álvarez de Miranda expresó comentarios muy duros en contra del desarrollo y resultado de dicho proceso. El Presidente Calvo-Sotelo permaneció en el más absoluto de los silencios en relación con esta controversia.

### Una ley de divorcio judicial, causal y de doble proceso
El redactado de la ley dejaba establecido el procedimiento de divorcio de la siguiente manera: únicamente podía ser tramitado en los juzgados, mediante sentencia firme (divorcio judicial), se alegara alguna de las causas recogidas por la norma (divorcio causal). También requería de una separación previa, por lo tanto, el divorcio quedaba intrínsecamente ligado a esta figura, primero se tenía que tramitar la separación y, posteriormente, el divorcio (doble proceso). Como es de suponer, esta forma de proceder alargaba, significativamente, los tiempos y los costes económico y emocional para que el divorcio se viera completado.

#### Causas de separación
En primer lugar, la ley pasaba a contemplar casusas para poder acceder a la separación, artículo 82 Código Civil:

Art. 82 (No está en vigor desde 2005.)
Son causas de separación:
1.ª El abandono injustificado del hogar, la infidelidad conyugal, la conducta injuriosa o vejatoria y cualquier otra violación grave o reiterada de los deberes conyugales.
No podrá invocarse como causa la Infidelidad conyugal si existe previa separación de hecho libremente consentida por ambos o impuesta por el que la alegue.
2.ª Cualquier violación grave o reiterada de los deberes respecto de los hijos comunes o respecto de los de cualquiera de los cónyuges que convivan en el hogar familiar.
3.ª La condena a pena de privación de libertad por tiempo superior a seis años.
4.ª El alcoholismo, la toxicomanía o las perturbaciones mentales, siempre que el interés del otro cónyuge o el de la familia exijan la suspensión de la convivencia.
5.ª El cese efectivo de la convivencia conyugal durante seis meses, libremente consentido. Se, entenderá libremente prestado este consentimiento cuando un cónyuge requiriese fehacientemente al otro para prestarlo, apercibiéndole expresamente de las consecuencias de ello, y éste no mostrase su voluntad en contra por cualquier medio admitido en derecho o pidiese la separación o las medidas provisionales a que se refiere el artículo 103, en el plazo de seis meses a partir del citado requerimiento.

6.ª El cese efectivo de la convivencia conyugal durante el plazo de tres años.

#### Causas de divorcio
Y luego causas para proceder al divorcio, artículo 86 Código Civil:

Art. 86 (No está en vigor desde 2005.)
Son causas de divorcio:
1.ª El cese efectivo de la convivencia conyugal durante al menos un año ininterrumpido desde la interposición de la demanda de separación formulada por ambos cónyuges o por uno de ellos con el consentimiento del otro, cuando aquélla se hubiera interpuesto una vez transcurrido un año desde la celebración del matrimonio.
2.ª El cese efectivo de la convivencia conyugal durante al menos un año ininterrumpido desde la interposición de la demanda de separación personal, a petición del demandante o de quien hubiere formulado reconvención conforme a lo establecido en el artículo 82, una vez firme la resolución estimatoria de la demanda de separación o, si transcurrido el expresado plazo, no hubiera recaído resolución en la primera instancia,
3.ª El cese efectivo de la convivencia conyugal durante al menos dos años ininterrumpidos:
a) Desde que se consienta libremente por ambos cónyuges la separación de hecho o desde la firmeza de la resolución judicial, o desde la declaración de ausencia legal de alguno de los cónyuges, a petición de cualquiera de ellos.
b) Cuando quien pide el divorcio acredite que, al iniciarse la separación de hecho, el otro estaba incurso en causa de separación.
4.ª El cese efectivo de la convivencia conyugal durante el transcurso de al menos cinco años, a petición de cualquiera de los cónyuges.

5.ª La condena en sentencia firme por atentar contra la vida del cónyuge, sus ascendientes o descendientes.

### Derecho comparado de la ley
En términos de derecho comparado, finalmente la ley aprobada, fruto del proyecto de ley del gobierno de la UCD más las aportaciones introducidas en la tramitación parlamentaria de la mano de las formaciones de izquierda y del sector liberal y socialdemócrata de la UCD, situó a España entre las legislaciones, si bien tardía, más avanzadas y ambiciosas en esta materia a nivel europeo. Para ello hay dejar constancia que, en el momento de la elaboración de la norma, se escuchó activamente y se incorporaron propuestas de la Asociación de Mujeres Separadas y Divorciadas, presidida por Ana María Pérez del Campo, en calidad de representantes de parte de la sociedad civil. Hecho de gran relevancia puesto que los protagonistas de aquel proceso, fuera cual fuera su posicionamiento, eran, prácticamente, sólo hombres, cuando, lógicamente, la mitad exacta de los interpelados por la regulación del divorcio eran mujeres, dado que, en aquel momento, el matrimonio solo estaba legislado para personas de distinto sexo.

### Primer divorcio con la ley de 1981
Como curiosidad, en España el primer matrimonio divorciado tras la aprobación de dicha ley fue el formado por Julia Ibars y Vidal Gutiérrez, en septiembre de 1981, quienes llevaban separados 25 años, previamente habían conseguido la separación por sentencia del tribunal eclesiástico de Santander en abril de 1980.

## Reformas de ampliación de la ley

### Reformas del año 2005

#### Divorcio exprés y completamente libre:Ley 15/2005
En el año 2005, el gobierno del PSOE de José Luis Rodríguez Zapatero impulsó, mediante proyecto de ley propuesto por el ministro de justicia, Juan Fernando López Aguilar, la reforma de la Ley de divorcio de 1981, con la aprobación final, por parte del Congreso de los Diputados, de la Ley 15/2005, de 8 de julio, por la que se modifican el Código Civil y la Ley de Enjuiciamiento Civil en materia de separación y divorcio. Para completar la instauración del divorcio libre y agilizar los trámites. A partir de ese momento no es necesario alegar ninguna causa para solicitar la separación o el divorcio, y este no tiene que venir precedido de la separación previa efectiva de un año por vía del juzgado. Desde ese momento se puede acceder al divorcio directamente, sin pasar previamente por la separación, simplemente es necesario que hayan pasado un mínimo de tres meses desde la celebración del matrimonio, para supuestos extremos: riesgo para la vida, la integridad física o moral de uno de los cónyuges (entre los que se incluye la violencia de género), no rige ningún plazo. Introduciéndose, por otro lado, la posibilidad de la custodia compartida, sin que tenga que haber acuerdo entre los progenitores. Supuesto que tuvo el rechazo de los partidos de la derecha, PP, CiU, PNV y CC, estas formaciones defendían la custodia compartida solo para los casos de mutuo acuerdo entre los cónyuges.

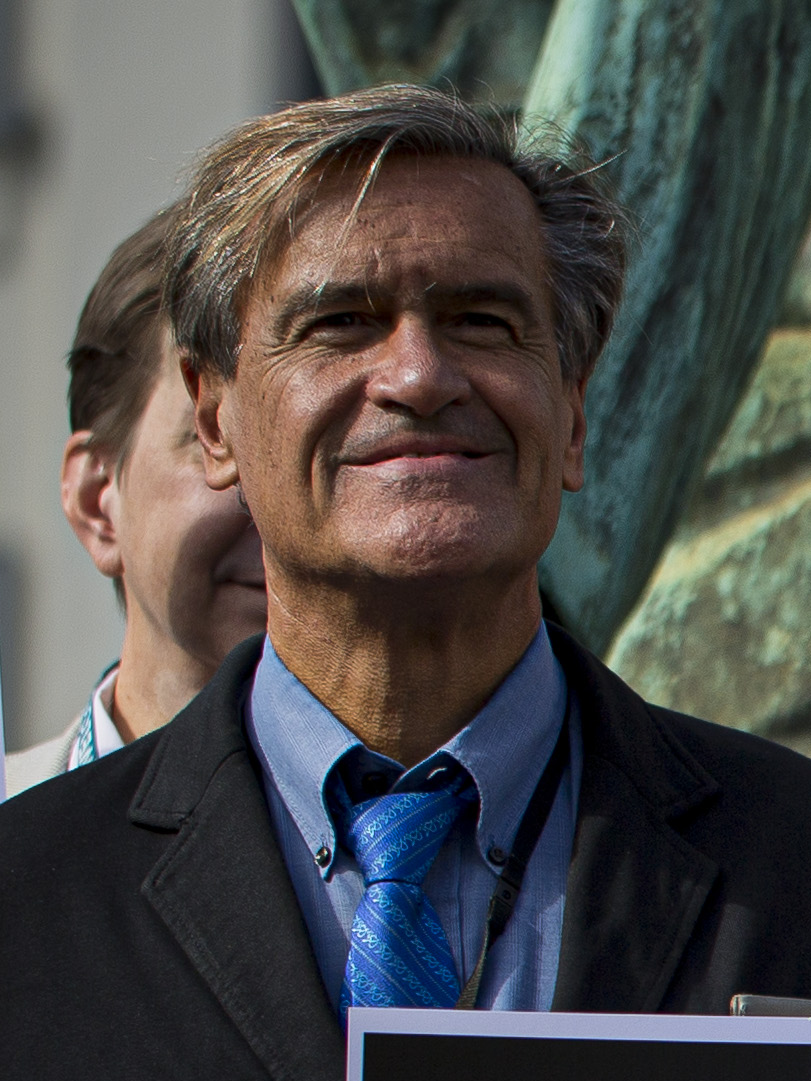
Juan Fernando López Aguilar, ministro de justicia (2004-2007), impulsor de las reformas de la regulación del divorcio del año 2005.

A raíz de la reforma y por la facilidad y rapidez con la que se completaba el divorcio, en comparación con la legislación anterior, hizo que se le conociera, coloquialmente y periodísticamente, como divorcio exprés, si bien el término no es recogido, en ningún momento, por la ley. Además, a partir de ese momento, se considera que se ha completado el derecho a un divorcio libre, dado que su acceso es directo, al no exigir requisitos como la separación legal previa de un año o causas que lo justificaran. La simple voluntad de disolver el matrimonio es suficiente, más allá de que se tengan que resolver otras cuestiones como la liquidación de bienes o la custodia de los hijos menores. A diferencia de la ley del año 1981, el divorcio y la separación pasan a ser dos instituciones independientes y desligadas. Con todo ello, el divorcio dejaba de ser causal y de doble proceso.
Al desaparecer las causas, a la separación se accede, artículo 81 Código Civil:

Art. 81.

Se decretará judicialmente la separación, cualquiera que sea la forma de celebración del matrimonio: 1.º A petición de ambos cónyuges o de uno con el consentimiento del otro, una vez transcurridos tres meses desde la celebración del matrimonio.[...] 2.º A petición de uno solo de los cónyuges, una vez transcurridos tres meses desde la celebración del matrimonio. No será preciso el transcurso de este plazo para la interposición de la demanda cuando se acredite la existencia de un riesgo para la vida, la integridad física, la libertad, la integridad moral o libertad e indemnidad sexual del cónyuge demandante o de los hijos de ambos o de cualquiera de los miembros del matrimonio[...]

Como se eliminan las causas, al divorcio se accede, artículo 86 Código Civil:

Art.86 Se decretará judicialmente el divorcio, cualquiera que sea la forma de celebración del matrimonio, a petición de uno solo de los cónyuges, de ambos o de uno con el consentimiento del otro, cuando concurran los requisitos y circunstancias exigidos en el artículo 81.»

El balance que se acostumbra hacer del divorcio exprés queda centrado en el terreno de la simplicidad y la agilidad procesales. Sin embargo, no se puede dejar de lado que, además, aporta un nuevo elemento positivo y es el de la reducción de los costes de tramitación y asistencia jurídica por parte de los interesados, que hasta la fecha eran elevados pudiendo abstener a ciertas personas de su ejercicio. El divorcio, por consiguiente, se hace más accesible económicamente al conjunto de la ciudadanía. Todo ello, al mismo tiempo, reduce el coste emocional y psicológico del proceso.

##### Fondo público de garantía del pago de alimentos
Otra de las grandes aportaciones de esta reforma, que había sido largamente exigida y reclamada desde sus inicios, es que la Ley 15/2005 plasma en su redactado, a través de la disposición adicional única, la creación de un fondo público de ámbito estatal, hasta el momento alguna comunidad autónoma como Valencia ya disponían de uno, que garantizara, por parte del Estado, el pago de aquellas pensiones de alimentos destinadas a hijos e hijas menores de edad que hubieran sido establecidas judicialmente en procesos de divorcio, separación o nulidad matrimonial, pero que no hubieran sido abonadas por parte del progenitor. Hay que precisar que la misma medida y, exactamente, el mismo redactado ya habían sido incluidos en otra ley de unos meses antes, que, de forma pionera, adoptaba medidas contra la violencia de género, la Ley Orgánica 1/2004 de Medidas de Protección Integral contra la Violencia de Género, en su disposición adicional decimonovena:

El Estado garantizará el pago de alimentos reconocidos e impagados a favor de los hijos e hijas menores de edad en convenio judicialmente aprobado o en resolución judicial, a través de una legislación específica que concretará el sistema de cobertura en
dichos supuestos.

Posteriormente, en el año 2007, dicho fondo fue establecido bajo el nombre de Fondo de Garantía del Pago de Alimentos, por la disposición adicional quincuagésima tercera de la Ley 42/2006 (Presupuestos Generales del Estado 2007) con una dotación inicial de 10 millones de euros y regulado por el Real Decreto 1618/2007. De tal forma que el Estado anticipa el pago de aquellas pensiones de alimentos no abonadas, incluidas las de los hijos e hijas mayores de edad con un discapacidad igual o superior al 65%, para, después, ser reclamadas, por parte del Estado, a los progenitores que tenían dicha obligación.

##### Divorcioneta
A nivel pintoresco y anecdótico, tal fue el nivel de simplicidad logrado por la reforma, añadiendo la incorporación posterior del divorcio notarial, que hizo aparecer una nueva modalidad de asistencia jurídica por parte de abogados especializados en la materia, conocida coloquialmente como la divorcioneta. Consistente en una furgoneta que, de forma ambulante, se desplaza por distintas localidades del territorio español ofreciendo tramitación de divorcios exprés a precios de bajo coste: 150 euros por cónyuge o 100 euros por cónyuge si no hay hijos menores (año 2020), y en 24 horas, siempre que sean de mutuo acuerdo. Para lograr más repercusión y notoriedad en sus rutas, y ahí radica su originalidad y simpatía, la furgoneta lleva instalados unos altavoces para pregonar entre los habitantes sus servicios, a igual modo que los circos, vendedores de colchones, de melones, etc. Así como unas grandes y llamativas letras formando mensajes de reclamo. El proyecto, que siempre ha tenido la atención de los medios de comunicación, tuvo un mayor impulso, en el año 2020, con los confinamientos por la pandemia de COVID-19. A modo más convencional, también existen páginas web que ofrecen servicios a distancia en el mismo sentido y a tarifas similares.

#### Matrimonio entre personas del mismo sexo y el divorcio:Ley 13/2005
En el año 2005, además, España reconoció legalmente el matrimonio entre personas del mismo sexo, aprobando la Ley 13/2005, de 1 de julio, por la que se modifica el Código Civil en materia de derecho a contraer matrimonio, siendo uno de los estados pioneros, a nivel mundial, en este ámbito. Esta equiparación del matrimonio civil, en derechos y deberes, independientemente del sexo de los cónyuges, abarcó, por tanto, su disolución. Ejercer el derecho de divorcio, o de separación legal, de la misma forma y manera que se realizaba, hasta el momento, por los matrimonios entre personas de distinto sexo. Para tal objetivo, se modificaron y sustituyeron en el Código Civil y en el resto de leyes complementarias los términos con género gramatical como son hombre/marido y mujer, por términos neutros como cónyuges o consortes. Este enfoque igualitario también se tuvo en cuenta en la aprobación posterior, con poco días de diferencia, de la ley 15/2005, del 8 de julio, conocida como del divorcio exprés.

### Reforma del año 2015: Divorcio notarial, Ley 15/2015

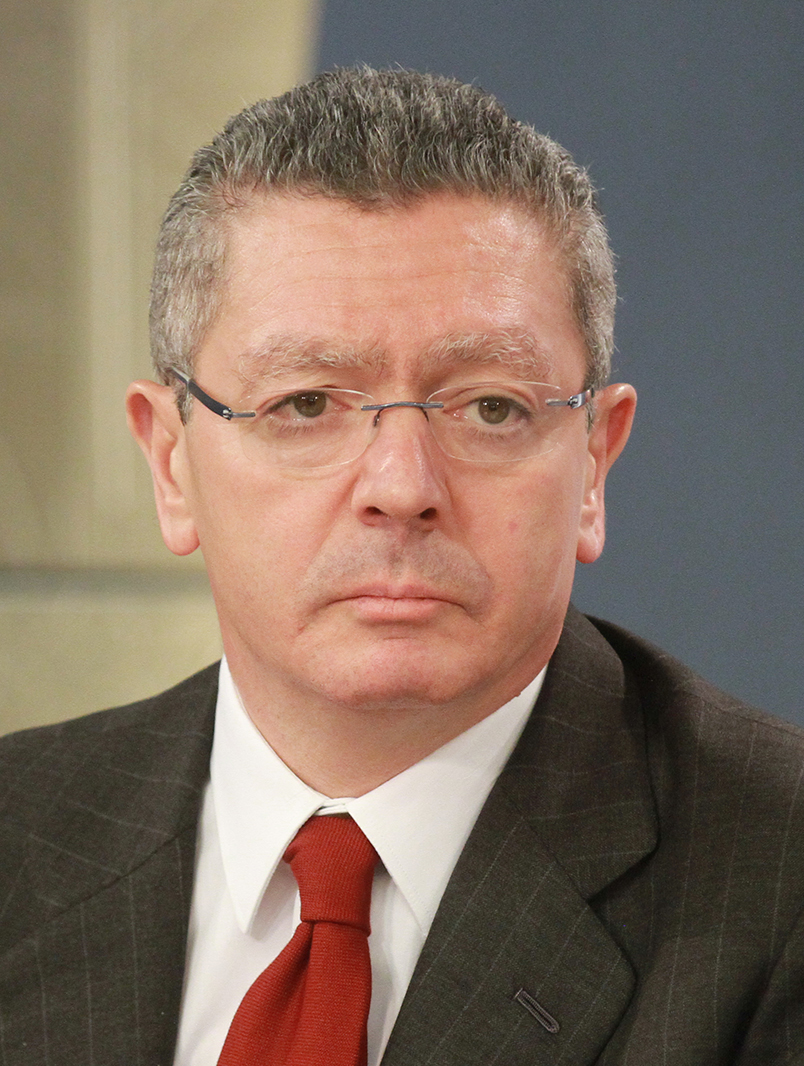
Alberto Ruiz-Gallardón, ministro de justicia (2011-2014), impulsor de la ampliación de 2015 de la ley de divorcio.

En 2015, el gobierno del PP (Partido Popular) de Mariano Rajoy, a propuesta del ministro de justicia, Alberto Ruiz Gallardón, y con la continuidad de su sucesor en el ministerio, Íñigo Méndez de Vigo, impulsarían, mediante proyecto de ley, la aprobación, en el Congreso de los Diputados, de la Ley 15/2015, de 2 de julio, de la Jurisdicción Voluntaria. Estableciendo el divorcio notarial, se introduce la posibilidad de que el divorcio pueda ser tramitado directamente por un notario, sin necesidad alguna de pasar por el juzgado. Siempre y cuando se cumplan las tres condiciones siguientes: sea de mutuo acuerdo, no existan hijos comunes menores de edad o discapacitados y hayan transcurrido un mínimo de tres meses desde la celebración del matrimonio. De no ser así, lógicamente, tiene que ser tramitado en los juzgados. Con la reforma, el divorcio dejaba de ser exclusivamente judicial y se abría otra vía de acceso: la notarial.
Siendo recogido en la disposición final primera que modifica el artículo 86 del Código civil de la siguiente forma:

"Los cónyuges también podrán acordar su divorcio de mutuo acuerdo [...] en escritura pública ante Notario, [...]".

Esta medida tiene como principal motivación, según el propio gobierno e impulsor Alberto Ruiz-Gallardón, descongestionar, la más que saturada, administración de justicia y agilizar los trámites a los interesados.